# 여행주간
여행주간은 문화체육관광부에서 국내 관광 수요 창출 방안으로, 하계휴가 분산, 가족여행 확대로 국민의 삶의 질 향상과 내수경제 활성화를 도모하기 위해 만든 것이다.

## 외국 사례
영국(English Tourism Week, 3월 ~ 4월), 미국(National Travel and Tourism Week, 5월 중 1주), 일본(골든위크, 4월 말), 중국(황금주, 1월~2월(춘절),10월(국경절)) 등이 관광 주간을 운영한다.

## 기간
2014년부터 매년 봄, 가을에 각각 10여일씩 여행주간으로 지정했다.
2017년은 겨울 여행주간을 신설했다. 2017년 겨울 여행주간은 1월 14일 ~ 1월 30일, 봄 여행주간은 4월 29일 ~ 5월 14일, 가을 여행주간은 10월 21일 ~ 11월 5일이다.
- 겨울 여행주간은 2017년 한해만 시범적으로 운영했고 이듬해 2018년부터 2019년까지 없었다. 2020년 역시 계획이 없는 것으로 보인다.

2019년 봄 여행주간은 4월 27일 ~ 5월 12일,
가을 여행주간은 9월 12일 ~ 9월 29일이다.
최근에는 여행주간을 '여행가는 달'로 명칭을 변경했다.

## 여타
2014년, 2015년에는 관광주간이라는 명칭이었으나, 2016년부터 여행주간이라는 명칭으로 바꿨다. 보다 편안한 느낌을 주기에 이러한 명칭으로 바꿨다. 하지만 최근 명칭을 '여행가는 달'로 바꾸면서 현재에 이르고 있다.

## 같이 보기
- 문화가 있는 날